# 岡本太右衛門 (7代)
7代 岡本 太右衛門（おかもと たえもん、1876年〈明治9年〉6月5日 - 1943年〈昭和18年〉4月1日）は、明治末期から昭和にかけて岐阜県岐阜市を拠点に活動した鋳物師・実業家である。諱は定光。
江戸時代から続く鋳物師の家に生まれ家業を継いだ。岡本家の祖とされる岡本重政から数えると13代目にあたる。鋳物業（屋号「鍋屋」）のほか父の跡を継いで会社経営にも関わり、岐阜電気社長や十六銀行取締役などを務めた。1期のみだが岐阜市会議員にも当選している。

## 経歴
1935年（昭和10年）にまとめられた岡本家の家伝によると、家祖は河内国（現・大阪府）で平安時代から続く鋳物師であったという。南北朝時代に岡本伊右衛門が美濃国（現・岐阜県）で鋳物業を営むようになる。その宗家（岡本伊右衛門家）から出たとされる戦国時代の武将岡本重政（良勝・宗憲とも）を岡本太右衛門家は初代とする。重政の孫の代から祖業に帰り岐阜で鋳物業を始め、以後宗家と同じく鋳物業を家業とすることとなった。重政を初代とするこの家は元来「太郎右衛門」を襲名していたが、9代貞次が嘉永7年（1854年没）に継嗣なく没したために途絶える。そこで「太右衛門」を襲名する分家の4代定継が本家の祭祀を受け継いだ（本家10代目）。4代定継が明治3年（1870年）に没すると長男の定之が太右衛門を襲名する（5代太右衛門）ものの後に隠居し弟の定景に家を譲った（6代太右衛門に）。7代太右衛門は、この6代太右衛門の長男である。1876年（明治9年）6月5日に生まれた。幼名は茂。
1907年（明治40年）3月、父・6代太右衛門が死去したことで、家を継いで襲名した。諱は定光で、家祖・重政から数えると13代目にあたる。7代太右衛門の代に家業の鋳物業について変化があり、まず1923年（大正12年）6月に「株式会社鍋屋鋳造所」として法人化された。会社の事業内容は琺瑯・鍋・釜・農具などの鋳物や器械類の製造販売である。ただし同社の代表取締役は実弟の岡本正樹であり自身は監査役に過ぎない。法人化の際に工場は郊外の厚見村上川手に移され、市内金屋町にある店舗は金物類販売の専門とされた。この販売店についても1927年（昭和2年）10月になって「株式会社岡本商店」として法人化されている。
父・6代太右衛門が家業以外で関係していた事業に電気事業と銀行業があった。6代太右衛門は電気事業においては市内最初の電力会社である岐阜電灯の設立（1894年）に参画し、後にその社長に就いていた。6代太右衛門が死去した頃、岐阜電灯から岐阜電気への改組と電源の水力発電転換が進行中であり、7代太右衛門は岐阜電気の後継社長として水力発電所建設にあたった。銀行業においては父の死をうけて1907年7月十六銀行（頭取渡辺甚吉）の取締役に選ばれている。6代太右衛門が役員を務めた銀行には十六銀行傘下の岐阜貯蓄銀行（1943年12月十六銀行と合併）もあり、こちらでは3年後の1910年（明治43年）1月より取締役を務める。電気事業ではその後1920年（大正9年）12月、岐阜電気と名古屋電灯（名古屋市・社長福澤桃介）の合併に伴い名古屋電灯取締役に転じ、同社の後身たる大手電力会社東邦電力でも取締役の座にあった。
電気事業に関連して岐阜の都市ガス事業にも関わった。まず1910年（明治43年）、箕浦宗吉ら岐阜電気関係者と岐阜瓦斯（初代）設立に参画し、同年9月の会社設立時に監査役となる。この初代岐阜瓦斯は第一次世界大戦期の原料石炭価格暴騰で行き詰まり1918年（大正7年）10月に解散したが、1922年（大正11年）になると岡本は東邦瓦斯社長岡本桜とともにガス事業再興に動き始める。1925年（大正14年）5月、2代目の岐阜瓦斯が発足すると大株主にはなったものの役員就任を固辞し相談役となるに留まった。ただし相談役ながら役員会には常に出席し会社設立の責任者として社業に関係を持ったという。
公職では1913年（大正2年）7月岐阜市会議員に当選した（当選1回）。これより前、襲名前の1904年（明治37年）6月から1906年（明治39年）6月にかけて岐阜市の収入役を務めた経験もある。商工業者でつくる岐阜商業会議所（後の岐阜商工会議所）では1909年（明治42年）3月議員に初当選し、1916年（大正5年）4月には第3代会頭に就任、1921年（大正10年）4月までこれを務めた。
1936年（昭和11年）5月、東邦電力の取締役改選にあわせ同職を退任。同年7月還暦を機に十六銀行取締役を退任し、岐阜貯蓄銀行取締役も辞任した。1943年（昭和18年）4月1日、肺炎のため死去、66歳没。

## 家族・親族
父は6代岡本太右衛門（定景）。弟の万作は伯父の5代岡本太右衛門（定之）が隠居後に立てた分家を継ぎ、伯父の隠居後の名乗りである「正樹」を襲名した。
妻・かつ（1880年生）は羽島郡竹ヶ鼻町（現・羽島市）の坂倉家の出身。男子は夭折したため、長女・登宇に婿養子として市内西園町の遠藤家から寿三郎（1902年10月生）を迎え継嗣とした。寿太郎は7代太右衛門の死後家を継ぎ、「太右衛門」も襲名している（諱は定篤）。
太右衛門家の家業鋳物業は1947年（昭和22年）になり岡本鋳造所（旧・鍋屋鋳造所）が輸出向け鍋・釜生産中心の株式会社岡本とバイス生産中心の株式会社鍋屋（現・ナベヤ）に分割される。岡本・鍋屋では1962年（昭和37年）に8代太右衛門が引退すると次男の良平（1930年7月生）が社長に就任。その後良平は1973年（昭和48年）に「太右衛門」を襲名した。